# Bhojpur Dharampur
Bhojpur Dharampur é uma cidade e uma nagar panchayat no distrito de Moradabad, no estado indiano de Uttar Pradesh.

## Demografia
Segundo o censo de 2001, Bhojpur Dharampur tinha uma população de 24,395 habitantes. Os indivíduos do sexo masculino constituem 53% da população e os do sexo feminino 47%. Bhojpur Dharampur tem uma taxa de literacia de 32%, inferior à média nacional de 59.5%; a literacia no sexo masculino é de 41% e no sexo feminino é de 23%. 21% da população está abaixo dos 6 anos de idade.